# Rumor

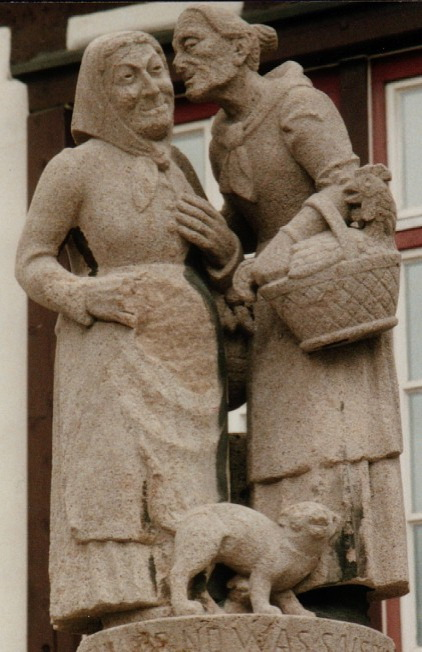
Escultura que representa a dues velles escampant rumors a l'antiga ciutat de Sindelfingen a Alemanya

Un rumor o rumors són especulacions no confirmades que s'intenten donar per certes amb un objectiu determinat, i que condicionen el comportament dels altres envers ell per sobre de la informació objectiva. Com que no és informació contrastada, poques vegades es difon de forma oberta encara que això no impedeix que s'estengui ràpidament. La forma tradicional i més usada d'estendre un rumor ha estat sempre el "boca a boca" però amb l'aparició d'Internet, la societat ha aprofitat l'anonimat que dona aquest mitjà per estendre tota mena de rumors.
Els rumors transmeten amb enorme eficiència la informació social, ja que tenen un enorme potencial manipulador, perquè les persones tendim a ajustar la nostra pròpia visió del món a la percepció d'aquest que tenen els altres.
Ha estat i és usat tant com a eina política com comercial a part de l'ús individual que li donen les persones anònimes per avantatjar algú o alguna cosa, o simplement deixar-lo en mal lloc, sense benefici directe per a qui inicia el rumor. També hi ha rumors l'única finalitat dels quals és la diversió, encara que tinguin efectes negatius. Alguns d'aquests rumors iniciats com una broma, no tenen possibilitat de ser demostrats com a falsos ni com a autèntics, i si perduren en el temps acaben convertint-se en llegendes urbanes.
El rumor no té mai una font definida encara que gairebé sempre tracta d'ubicar la font de la informació el més a prop possible de l'objecte sobre el qual s'informa.
Des d'un punt de vista positiu, el rumor s'associa amb una mesura per a conèixer la força de la comunicació d'una organització o d'un tema determinat en els mitjans de comunicació.
En Etnopoètica, es tracta d'una afirmació no gaire extensa mancada de protagonistes concrets i d'una estructura narrativa que, a través de la conversa, té una difusió i pot arribar a esdevenir un relat complet en forma de llegenda.